# Torre Montparnasse
A Torre Montparnasse (em francês: Tour Montparnasse) é um arranha-céu de 210 metros (689 pés) edificado na cidade de Paris, no bairro de Monte Parnaso, construído de 1969 a 1973. É o maior prédio da cidade.
Foi até 2011 o edifício mais alto na França, tendo então sido ultrapassada pela Torre First, com 231 metros de altura. Continua a ser o edifício mais alto de Paris fora da área de La Défense.

## História

### O projeto
Em 1934, a antiga estação de Montparnasse, localizada nas bordas da avenida de nome semelhante, em frente à Rue de Rennes, parecia inadequada para o tráfego. A cidade de Paris planejava reorganizar o distrito e construir uma nova estação. Mas o projeto, confiado a Raoul Dautry (que daria seu nome à praça da torre), encontrou forte oposição e foi cancelado.
Em 1956, por ocasião da adoção do novo plano diretor para o plano de tráfego de Paris, foi criada a Société d'économie mixte pour l'Aménagement du secteur Maine Montparnasse (SEMMAM), bem como a l'Agence pour l'Opération Maine Montparnasse (AOM). Sua missão era requalificar o bairro, o que exigia a demolição de muitas ruas, muitas vezes degradadas e insalubres. O local então ocupava até 8 hectares (20 acres).
Em 1958, os primeiros estudos da torre foram bem lançados, mas o projeto foi fortemente criticado por causa da altura do edifício. Seguiu-se uma polêmica, liderada pelo ministro de Obras Públicas, Edgard Pisani, que obteve o apoio de André Malraux, então ministro da Cultura do general De Gaulle, o que levou a lentidão no projeto.
No entanto, a reconstrução da estação de Montparnasse algumas centenas de metros ao sul da antiga e a destruição da Gare du Maine, que foi incluída no projeto imobiliário da AOM, uma agência conjunta que reuniu os quatro arquitetos: Urbain Cassan, Eugène Beaudouin e Louis de Hoÿm de Marien, foi realizada de junho de 1966 até a primavera de 1969 com a assistência do arquiteto Jean Saubot.
Em 1968, André Malraux concedeu a licença de construção da Torre à AOM e as obras começaram no mesmo ano. O projeto foi liderado pelo desenvolvedor imobiliário americano Wylie Tuttle, que alistou um consórcio de 17 companhias de seguros francesas e sete bancos no projeto de construção múltipla de US$ 140 milhões, mas mais tarde se distanciou do projeto até que seu obituário de 2002 revelou que o edifício era sua "ideia" original.
Em 1969, a decisão de construir um centro comercial foi finalmente tomada, e Georges Pompidou, então presidente da República, queria dotar a capital de infraestruturas modernas. Apesar de uma grande controvérsia, a construção da torre foi iniciada.
Para a geógrafa Anne Clerval, essa construção simboliza a economia de serviços de Paris nos anos 1970, resultante de políticas de desindustrialização que, a partir dos anos 1960, favoreceram "contornar pelo espaço os redutos mais operários da época".

### Construção
O Torre Montparnasse foi construído entre 1969 e 1973 no local da antiga estação de Montparnasse. A primeira pedra foi lançada em 1970 e a inauguração ocorreu em 1973.
As fundações da torre são compostas por 56 pilares de concreto armado afundando 70 m (230 pés) no subsolo. Por razões de planejamento urbano, a torre teve que ser construída logo acima de uma linha de metrô; e para evitar usar o mesmo suporte e enfraquecê-lo, as estruturas do metrô foram protegidas por uma blindagem de concreto armado. Longas vigas horizontais foram instaladas para liberar o espaço necessário no subsolo para encaixar os trilhos para trens.